# Leys School
The Leys School este o școală independentă coeducațională din Cambridge, Anglia. Ea este o școală internat pentru 574 de elevi cu vârste cuprinse între 11 și 18 ani și este afiliată asociației Headmasters' and Headmistresses' Conference⁠(d).

## Istoric
În secolul al XIX-lea au fost înființat un mare număr de școli noi în Marea Britanie, mai ales de către biserici — inclusiv Biserica Metodistă Wesleyană. Deși existau deja mai multe școli care ofereau o bună educație pentru fiii clericilor acestei biserici, unii metodiști au cerut, de asemenea, să fie înființate școli pentru credincioșii laici ai bisericii. Conferința Metodistă a fondat un comitet care să analizeze posibilitatea de a organiza o școală nouă la Oxford sau la Cambridge.
După mai multe vizite la Cambridge, membrii comitetului au aflat că un teren de 20 de acri (80.000 m2) numit „The Leys Estate” era oferit spre vânzare. Terenul era situat pe Trumpington Road, la mică distanță de centrul orașului, și se afla în apropierea râului Cam și a câtorva colegii ale Universității Cambridge. Proprietatea a fost achiziționată pentru suma de 14.275 £ pe 27 septembrie 1872. Reverendul dr. W. F. Moulton, care era secretarul comitetului, a fost numit directorul școlii nou-înființate. Școala a fost deschisă pe 16 februarie 1875, cu șaisprezece băieți, care proveneau toți din familii metodiste englezești. După doi ani studiau acolo 100 de elevi.
În cursul secolului al XX-lea Leys School s-a dezvoltat semnificativ, iar în 1930 numărul elevilor a ajuns la 271. În timpul celui de-al Doilea Război Mondial școala s-a mutat temporar la Atholl Palace Hotel din Pitlochry, Scoția, revenind la Cambridge în 1946. În timpul Războiului Rece, școala a fost desemnată sediu auxiliar al reședinței regionale a guvernului în timp de război. Astăzi majoritatea elevilor sunt găzduiți în internatul școlii, iar de la admiterea fetelor la cursurile secundare „Sixth Form” în anii 1980 școala a devenit complet coeducațională. Ea acceptă acum elevi de la vârsta de unsprezece ani și nu de la vârsta de treisprezece ani, așa cum a fost înainte.
Datorită poziției sale, școala este populară în rândul profesorilor de la Cambridge ca un loc unde să-și trimită copiii să urmeze studii secundare și, de asemenea, ca un loc unde să predea. De exemplu, fizicianul Stephen Hawking și-a trimis pe fiul la această școală și a susținut o serie de discuții cu elevii.

## Elevi notabili
Printre elevii notabili ai școlii se numără următorii:

### Membri ai mediului academic
- James Moulton (1875–1881)
- Sir John Clapham (North 'A' House, 1887–1892): istoric
- Reginald Hine, istoric
- Louis Arnaud Reid (1909-1912): filozof, fondatorul catedrei de filozofia educației la London Institute of Education; membru al consiliului de administrație al Leys School
- Eric A. Havelock (1917–1921): profesor specialist în limbi clasice
- J. J. C. Smart (1933–1938): filozof scoțiano-australian
- Christopher Smout (1946–1951): istoric scoțian
- Simon Keynes (1965–1970): profesor de anglo-saxonă la Universitatea Cambridge
- Prof. James D. F. Calder (1981–1986): chirurg ortopedic la Fortius Clinic Arhivat în 11 iunie 2019, la Wayback Machine., profesor la Imperial College London
- Prof. Raphael Loewe (1932–1937): președinte al Jewish Historical Society of England și profesor de istorie a evreilor

### Oameni de afaceri
- Tanaka Ginnosuke (North 'A' House, 1891–1893): a introdus rugby-ul în Japonia
- J. Arthur Rank, Primul baron de Sutton Scotney (North 'B' House, 1901–1906): industriaș și producător de film; fondator al Rank Organisation
- Amschel Mayor James Rothschild (-1973): om de afaceri și membru al celebrei familii Rothschild

### Oameni politici/membri ai caselor regale
- John James Oddy (1880–1885): deputat conservator al circumscripției Pudsey
- Walford Davis Green (1882–1887): deputat conservator al circumscripției Wednesbury
- Sir Poonambalam Thyagarajan Rajan, șef ministru al provinciei Madras, India Britanică, 4 aprilie - 24 august 1946
- Peter Oliver, Baron Oliver of Aylmerton (School House, 1934–1938): judecător și membru al Camerei Lorzilor
- Richard Taylor (North 'B' House, 1947–1953): medic și deputat independent al circumscripției Wyre Forest
- Martin Bell (East House, 1952–1956): fost corespondent de știri al BBC și deputat independent al circumscripției Tatton
- Regele George Tupou al V-lea (196?–1966): fostul rege al Tongăi
- Regele Hamad ibn Isa Al Khalifa (196?–1968), actualul rege al Bahrainului
- Brent Symonette (196?–1972): viceprim-ministru și ministru al afacerilor externe al statului Bahamas
- Regele 'Aho'eitu 'Unuaki'otonga Tuku'aho (North 'B' House, 1973–1977): actualul rege al Tongăi

### Oameni de știință
- Francis Arthur Bainbridge (North 'A' House - 1893): fiziolog; descoperitor al reflexului Bainbridge
- Sir Henry Dale (School House, 1891–1894): laureat al Premiului Nobel pentru Fiziologie sau Medicină
- Donald Woods Winnicott (North 'B' House, 1910–1914): pediatru și psihanalist
- Sir Donald Bailey (North 'B' House, 1916–1919): inventator podului Bailey
- Neville Robinson (School House, 1938–1943): fizician care a produs cea mai scăzută temperatură obținută vreodată
- Sir Andrew Wiles (North 'A' House, 1966–1970): mateematician, a demonstrat Mare teoremă a lui Fermat
- Drew Peacock (School House, 1969–1973): profesor de mecanică cuantică la King's College, Cambridge

### Sportivi
- G. LI. Lloyd: jucător de rugby în echipa națională a Țării Galilor care a jucat împotriva Angliei în 1900, 1901 și 1903[2]
- A. B. Flett: jucător de rugby în echipa națională a Scoției în 1901-00[2]
- Tinsley Lindley (1883-1885): căpitanul echipei naționale de fotbal a Angliei (1888, 1891)
- Frank Handford (1894-1899): jucător de rugby în echipa națională a Angliei care a jucat de patru ori pentru țara lui și a făcut parte din prima echipă oficială British and Irish Lionsul ofa făcut parte într-un turneu în Africa de Sud în 1910[2]
- Wilfrid Lowry (1900-1974): jucător de rugby la Birkenhead Park FC și la echipa națională a Angliei în 1920[2]
- Charles Sutton (1906-1945), jucător anglo-chilian de cricket
- Freddie Brown (School House, 1924-1929): căpitan al echipei naționale de cricket a Angliei de cincisprezece ori între 1949 și 1951
- Alan Skinner (1926-1931): jucător de cricket la Derbyshire County Cricket Club
- David Skinner (193?-1938), căpitan al clubului de cricket Derbyshire County Cricket Club
- Justin Benson (East House, 1980-1984): jucător de cricket la Leicestershire County Cricket Club și căpitanul echipei naționale a Irlandei
- Jamie Murray (Moulton House, 1998-1999): jucător profesionist de tenis, a câștigat proba de dublu de la Wimbledon în 2007, primul briton care a câștigat la Wimbledon în ultimii 20 de ani; fratele mai mare al jucătorului de tenis Andy Murray[3]
- Georgie Gent (fostă Stoop) (1999-2004): jucătoare de tenis
- Will Hooley (2007-2012): jucător de rugby la cluburile Northampton Saints, Exeter Chiefs și Bedford Blues
- James Albery (2009-2014): jucător de hochei pentru England Hockey și Beeston Hockey Club
- Dominic Francis-Augustin-Goddard (2015-2018): antrenor principal al echipei Women's United All England Croquet Association Team în2perioada 017-2018[4]

### Oameni din mass-media
- Eric Whelpton (1879–1881): scriitor, sursă de inspirație pentru personajul ficțional Lord Peter Wimsey
- James Hilton (West House, 1915–1918): scriitor, autor al romanelor Goodbye, Mr. Chips și Orizont pierdut
- Ralph Izzard (1925–1928): jurnalist, scriitor, ofițer de informații al Marinei Britanice, author, British Naval Intelligence Officer, sursă de inspirație pentru romanul Casino Royale al lui Ian Fleming și una dintre sursele de inspirație pentru protagonistul James Bond[5]
- Malcolm Lowry (West House, 1923–1927): scriitor, autor al romanului Under the Volcano.
- Sir Alastair Burnet (School House, 1942–1946): jurnalist și comentator radiofonic; redactor al ziarului The Economist în perioada 1965–1974; a lucrat o lungă perioadă ca redactor de știri la ITN
- J.G. Ballard (North 'B' House, 1946–1949): scriitor, autorul romanului Empire of the Sun
- Christopher Hitchens (North 'B' House, 1962–1966): jurnalist și critic literar și religios
- Peter Hitchens (West House, 1965–67): jurnalist și polemist
- Martin Bell: ambasador britanic al UNICEF (UNICEF UK), fost corespondent de război și fost politician independent

### Alții
- Michael Latimer (East House, 1955–59): actor.
- Michael Rennie (West House, 1924–26): actor
- Sir Kenneth Hollings (1932–37): judecător decorat cu Crucea Militară.
- Sir John Royce, jurist britanic.
- Comandorul Nigel „Sharkey” Ward: comandant de escadron al Fleet Air Arm în timpul Războiului Malvinelor.

## Directori

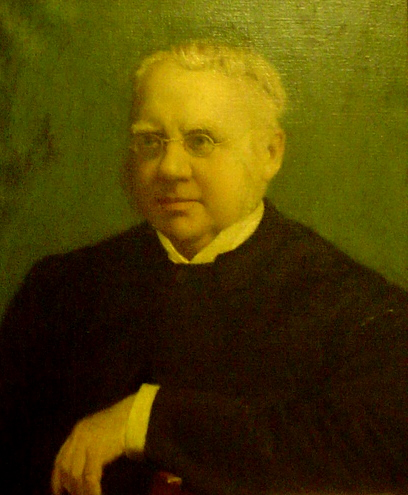
Rev. William Fiddian Moulton, primul director al școlii, portret în Capela Memorială

- W. F. Moulton 1875-1898
- W. T. A. Barber 1898-1919
- H. Bisseker 1919-1934
- W. G. Humphrey 1934-1958
- W. A. Barker 1958-1975
- B. T. Bellis 1975-1986
- T. G. Beynon 1986-1990
- Rev. Dr. John Barrett 1990-2004
- Mark Slater 2004 – 2013
- Martin Priestley 2014 -

## Legături externe
- Site-ul Leys School
- Elevi și absolvenți ai Leys School care au murit în Primul Război Mondial
- Elevi și absolvenți ai Leys School care au murit în cel de-al Doilea Război Mondial